# آبشار مانافوسن
آبشار مانافوسن (به نروژی: Månafossen) آبشاری است که در کشور نروژ واقع شده‌است و بلندترین ریزشگاه آن ۹۲ متر ارتفاع دارد. حوضهٔ آبریز این آبشار، رود مان است.